# Modena Challenger
Il Modena Challenger è un torneo professionistico di tennis giocato su campi in terra rossa facente parte dell'ATP Challenger Tour. Si gioca annualmente dal 2023 al Club La Meridiana di Modena, in Italia.

## Albo d'oro

### Singolare
| Anno | Campione             | Finalista           | Punteggio           |
| ---- | -------------------- | ------------------- | ------------------- |
| 2025 | Stefano Travaglia    | Thiago Seyboth Wild | 6–4, 6–3            |
| 2024 | Albert Ramos Viñolas | Federico Arnaboldi  | 6–4, 3–6, 6–2       |
| 2023 | Emilio Nava          | Titouan Droguet     | 6(5)–7, 7–6(6), 6–4 |

### Doppio
| Anno | Campioni                                       | Finalisti                             | Punteggio        |
| ---- | ---------------------------------------------- | ------------------------------------- | ---------------- |
| 2025 | Federico Agustín Gómez Luis David Martínez (2) | Johannes Ingildsen Miloš Karol        | 7–5, 7–6(5)      |
| 2024 | Jonathan Eysseric George Goldhoff              | Andre Begemann Patrik Niklas-Salminen | 6–3, 3–6, [10–8] |
| 2023 | William Blumberg Luis David Martínez (1)       | Roman Jebavý Vladyslav Manafov        | 6–4, 6–4         |